# ژورنال اخترفیزیکی
ژورنال اخترفیزیکی (به انگلیسی:The Astrophysical Journal) که اغلب به شکل کوتاه ApJ (ای‌پی‌جِی) از آن یاد می‌شود، یک ژورنال علمی با داوری همتا ست که در سال ۱۸۹۵ توسط جرج الری هیل و جیمز ادوارد کیلر، اخترشناسان آمریکایی پدید آمد.
از سال ۱۹۵۳، سری‌های تکمیلی ژورنال اخترفیزیکی (ApJS) نیز همراه با ژورنال اخترفیزیکی نیز انتسار یافته‌اند که معمولاً شامل مقالات بلندتری است که مکمل مقالات ژورنال اخترفیزیکی هستند و شش دوره در سال متشر می‌شود که هر دوره شامل دو شماره ۲۸۰ صفحه‌ای‌است
نامه‌های ژورنال اخترفیزیکی (ApJL) نیز بخش دیگری از این ژورنال است که به سرعت مکاتبات کوتاه را منتشر می‌سازد
این ژورنال و سری‌های تکمیلی‌اش تا ژانویه ۲۰۰۹، به سفارش جامعه اخترشناسی آمریکا توسط انتشارات دانشگاه شیکاگو چاپ می‌شد اما پس از آن به دنبال جابجایی ژورنال اخترشناسی در سال ۲۰۰۸، انتشار آن به انتشارات آی‌اوپی (IOP Publications) سپرده‌شد.
جامعه اخترشناسی دلیل این جابجایی را خواسته‌های مالی در حال افزایش انتشارات دانشگاه شیکاگو اعلام کرده‌است.
اطلاعات زیادی در مورد تاریخ ApJ تا سال ۱۹۹۵ در مقاله‌ای بانام برگزیده‌های آماری ژورنال اخترفیزیکی در این ژورنال در سال ۱۹۹۵ به چاپ رسید.

## ویراستارها
سردبیران این ژورنال افراد زیر بوده‌اند:
- جرج الری هیل (۱۸۹۵-۱۹۰۲)
- ادوین برانت فروست (۱۹۰۲-۱۹۳۲)
- ادوین هابل (۱۹۳۲-۱۹۵۲)
- سوبرامانیان چاندراسخار (۱۹۵۲-۱۹۷۱)[۴]
- هلموت ای. ابت (۱۹۷۱-۱۹۹۹)
- رابرت کنیکات (۱۹۹۹-۲۰۰۶)
- ایتن ویشنیاک (از سال ۲۰۰۶)